# Buhača
Buhača is een plaats in de gemeente Cetingrad in de Kroatische provincie Karlovac. De plaats telt 29 inwoners (2001).